# Pinzgau (cal)

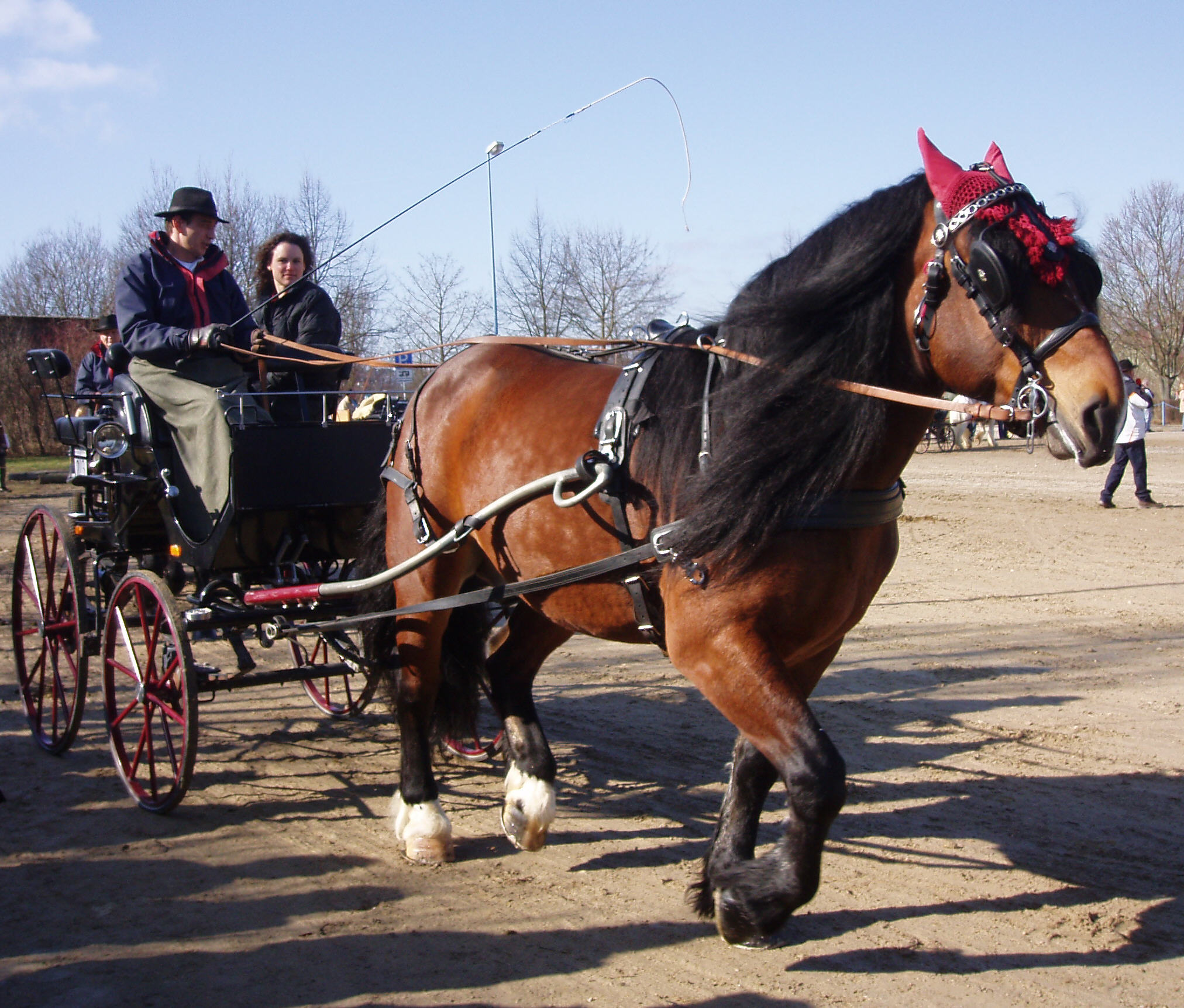
Cal Pinzgau

Pinzgau ([pinț-gau]; în limba germană Pinzgauer Pferd) este o rasă de cai grei, de tracțiune. Denumirea vine de la numele provinciei Pinzgau de lîngă Salzburg, mai cunoscută în contextul rasei omonime de taurine.
Caii Pinzgau au o înălțime de 1,60-1,70 m și o greutate corporală de 750-800 kg.
În România, această rasă se află în număr restrâns în Transilvania și Banat.